# Justiciar of Ireland
Der Justiciar of Ireland, auch Chief Justiciar of Ireland, war vom späten 12. Jahrhundert bis zur Mitte des 14. Jahrhunderts der Titel des englischen Gouverneurs der Lordschaft Irland. 

## Geschichte
In England war der Justiciar seit der Herrschaft von König Heinrich II. bis 1234 das Oberhaupt der königlichen Verwaltung. Wenn der König außer Landes, beispielsweise in seinen in Frankreich gelegenen Besitzungen war, übte der Justiciar auch das Amt des Regenten aus. Als König Heinrich II. nach dem Beginn der anglonormannischen Eroberung nach Irland reiste, ernannte er vor seiner Abreise Hugh de Lacy zum ersten Justiciar of Ireland.
Der Justiciar of Ireland war zugleich Leiter der Verwaltung, militärischer Befehlshaber und Richter. Zunächst wurde das Amt von anglo-irischen Adligen und manchmal auch von Geistlichen, doch ab Mitte des 13. Jahrhunderts vor allem von englischen Rittern ausgeübt, die oft aus dem königlichen Haushalt stammten. In der Regel war dem Justiciar verboten, parallel zu seinem Amt andere hohe Ämter innezuhaben. Ab dem späten 13. Jahrhundert erhielt er deshalb ein jährliches Gehalt in Höhe von £ 500, das ihm der Schatzmeister von Irland auszahlte. Von diesem Geld musste der Justiciar seine eigenen, zahlenmäßig geringen Truppen bezahlen, dazu saß er dem Gericht vor, das in etwa dem englischen Court of King’s Bench glich. Außer in Notzeiten, in denen ein Gouverneur vom Irish Council gewählt werden konnte, wurde der Justiciar vom englischen König ernannt, der jederzeit in die Amtsführung des Justiciars eingreifen konnte. Ab dem 14. Jahrhundert wurden die Befugnisse des Justiciars zunehmend dadurch eingeschränkt, dass die Könige hochadlige King’s Lieutenants einsetzten. Im späten Mittelalter wurde das Amt des Justiciars schließlich nur noch nach der Ablösung des bisherigen King’s Lieutenant bis zur Ankunft eines neuen königlichen Stellvertreters besetzt.